# Susan Bank
Susan Bank (nascida em 1938) é uma fotógrafa americana. Fotógrafa de documentários, é conhecida pelas fotos que tirou em viagens regulares a Cuba. Nascida em Portsmouth, New Hampshire, ela não começou a fotografar até aos 60 anos.
O seu trabalho encontra-se incluído na colecção do Museu de Belas Artes de Houston.